# 扎莫日涅 (巴爾區)
49°1′34″N 27°43′38″E / 49.02611°N 27.72722°E
扎莫日涅（烏克蘭語：Заможне），是烏克蘭的村落，位於該國西南部文尼察州，由日梅林卡區負責管轄，面積3.04平方公里，海拔高度321米，2001年人口678，人口密度每平方公里223.1人。